# Роман Кольчинський
Роман Кольчинський (пол. Roman Kolczyński; 23 травня 1924 — 1984) — польський офіцер громадянської міліції (MO), комендант MO в декількох містах ПНР. Знаний як учасник придушення робітничих протестів у грудні 1970 року.

## Початок служби
Народився у Лодзі. Ще до закінчення війни, у січні 1945 року, 20-річний Роман Кольчинський вступив на службу до громадянської міліції (MO), створену керівництвом комуністичної ПРП. Служив у Лодзі, потім був заступником коменданта міліції у Пулавах і Любліні. У 1947—1948 роках — інструктор з політичної частини міліційного училища в Любліні.
У березні 1948 року Кольчинський отримав призначення комендантом громадянської міліції Красника. З січня 1950 року — інспектор міліції у Познані, у квітні того ж року переведено у розпорядження головної комендатури MO. З жовтня 1952 року — комендант громадянської міліції Лодзі. У серпні 1953 року Кольчинського призначено начальником відділу кадрів головної комендатури громадянської міліції ПНР. Перебував в урядущій комуністичній ПОРП.

## Гданський комендант
1 січня 1957 року Романа Кольчинського у званні підполковника призначено комендантом громадянської міліції Гданського воєводства. Обіймав цю посаду вісімнадцять з половиною років — до 1 червня 1975 року. Підвищено у званні до полковника MO. На цей період припали такі події, як студентські хвилювання березня 1968 року та робочі протести у грудні 1970 року. В обох випадках Кольчинський виступав активним провідником репресивного курсу.
21 березня 1968 року полковник Кольчинський розіслав циркуляр у повітські комендатури із зазначенням затримувати «сіоністів» — учасників демонстрацій. Дії воєводської міліційної комендатури тісно координувалися з органом політичного розшуку — Службою безпеки ПНР (SB), циркуляр підписано також місцевим начальником SB полковником Пехніком.
11 грудня 1970 року полковник Кольчинський заснував у Гданську Воєводський штаб управління — для керівництва діями в екстреній ситуації (формально начальником штабу він призначив свого заступника полковника Афтику, заступником по SB був полковник Пожога). 14 грудня 1970 року Кольчинський увійшов до оперативного штабу придушення, створеного партійно-державним керівництвом, виконував вказівки заступника міністра внутрішніх справ ПНР генерала Слабчика та головного коменданта MO генерала Петшака. 17 грудня 1970 року — день кровопролитних зіткнень, Кольчинський інформував керівництво про успіхи в «умиротворенні» і відзначав «тверду позицію MO, SB й армії». За основною участю підлеглої Кольчинському міліції у Гданському воєводстві було заарештовано близько 2,3 тисячі осіб.
Іншою проблемою Кольчинського як коменданта міліції були футбольні вболівальники — особливо під час матчів гданської команди «Лехія» з гдинською «Арка». 1 вересня 1973 року у Гдині очікувалися масові фанатські заворушення. Розпорядженням Кольчинського до стадіону Arka стягнуто великі сили MO, ZOMO та ORMO. Серйозних ексцесів під час гри й одразу після неї, однак, не сталося. Лише ввечері, повертаючись із Гдині до Гданська, фанати влаштували хуліганські акції на одній із залізничних станцій. Дванадцятьох людей було затримано
За роки служби Романа Кольчинського було нагороджено низкою орденів і медалей ПНР.

## Остання посада
У 1975 році під час адміністративної реформи засновано Торунськое воєводство. Очолити воєводську комендатуру громадянської міліції 1 червня 1975 року призначено Кольчиньського (у Гданьську його замінив Єжи Анджеєвський). Обіймав цю посаду менш ніж два роки: 28 февраля 1978 року замінений полковником Зеноном Марцинковським.
Інформація про подальшу службу Кольчинського, як і про його ставлення до політичних подій у Польщі першої половини 1980-х років у джерелах відсутня. Датою його смерті називають 1984 рік.